# Hans Marschall (Physiker)
Hans Marschall (* 13. September 1913 in Otterbach (Westpfalz); † 20. Februar 1986 in Freiburg im Breisgau) war ein deutscher Kernphysiker.

## Leben
Marschall machte 1938 an der HTL Kaiserslautern seinen Abschluss als Elektroingenieur und arbeitete danach bei Telefunken in Berlin, wobei er nebenbei an der Universität Berlin studierte, an der er 1946 bei Siegfried Flügge promoviert wurde. Er war Mitarbeiter an dessen Rechenmethoden der Quantenmechanik (erschienen zuerst 1947). Er folgte Flügge als dessen Assistent nach Göttingen und später an die Universität Marburg. Nach der Habilitation 1950 lehrte er in Marburg, ab 1954 an der Universität Bonn (bei Wolfgang Paul) und 1955 an der TH Darmstadt als Diätendozent.  Er war ab 1956 an der Albert-Ludwigs-Universität Freiburg, wo er 1957 außerplanmäßiger Professor und 1961 ordentlicher Professor am neu geschaffenen Lehrstuhl für theoretische Physik wurde. Rufe nach Darmstadt (1959), Hannover und Würzburg lehnte er ab. In Freiburg arbeitete er mit dem Experimentalphysiker Theodor Schmidt zusammen und gründete eine Schule der Theoretischen Physik.
Als Industriephysiker befasste er sich mit elektrischen und magnetischen Linsen (Theorie des Massenspektrographen). Als Kernphysiker befasste er sich mit myonischen Atomen und den Rückschlüssen, die man aus diesen auf die Kernstruktur ziehen kann (das Myon hat eine viel höhere Masse als das Elektron und ist deshalb näher am Kern). Außerdem befasste er sich mit der Ladungsverteilung im Kern aus Experimenten mit Elektronenstreuung und entwickelte das Rotations-Vibrationsmodell der Kerne.
Zu seinen Doktoranden zählen Walter Greiner, Peter Sauer, Frieder Lenz und Amand Fäßler.